# Телесна схема
Телесна схема је систем међусобно повезаних представа и идеја о властитом телу и његовим органима који чини менталну мапу тела. Ментална репрезентација тела је субјективна и не мора да се поклапа са стварношћу. Има важну улогу у развоју ега и идентитета појединца. Код тежих психичких обољења обично долази до дезинтеграције телесне схеме.